# Adesmia dumosa
Adesmia dumosa är en ärtväxtart som beskrevs av Rodolfo Amando Philippi. Adesmia dumosa ingår i släktet Adesmia och familjen ärtväxter. Inga underarter finns listade i Catalogue of Life.